# Dhoby Ghaut (metrostation)
Dhoby Ghaut is een metrostation van de metro van Singapore aan de North South Line en de North East Line en sinds 2010 ook aan de Circle Line.
- Library of Congress Control Number: no2007094366
- Virtual International Authority File: 158653705